# Série de championnat de la Ligue américaine de baseball 1999
La Série de championnat de la Ligue américaine de baseball 1999 était la série finale de la Ligue américaine de baseball, dont l'issue a déterminé le représentant de cette ligue à la Série mondiale 1999, la grande finale des Ligues majeures.
Cette série quatre de sept débute le mercredi 13 octobre 1999 et se termine le lundi 18 octobre par une victoire des Yankees de New York, quatre victoires à une sur les Red Sox de Boston. 

## Équipes en présence
Après avoir établi en 1998 un nouveau record de la Ligue américaine avec 114 victoires en saison régulière, les Yankees de New York enchaînent en 1999 avec un second titre consécutif de la division Est, grâce à 98 gains contre 64 revers. Il se qualifient pour les séries éliminatoires pour la cinquième année de suite. Les Yankees, champions en titre du baseball majeur grâce à leur triomphe en Série mondiale 1998, devancent les Red Sox de Boston par quatre matchs dans l'Est de l'Américaine. Ces derniers, avec un dossier de 94-68, soit deux victoires de mieux que la saison précédente, se qualifient tout comme en 1998 comme meilleurs deuxièmes.
En première ronde éliminatoire, les Red Sox se mesurent aux Indians de Cleveland, champions de la section Centrale pour la cinquième année de suite avec un dossier de 97-65. Boston venge son échec de la Série de divisions 1998 en éliminant cette fois Cleveland, trois matchs à deux.
Avec une fiche de 95-67, les Rangers du Texas gagnent un deuxième titre de la division Ouest en deux ans et, comme l'automne précédent, s'avouent vaincus aux mains des Yankees dès le tour éliminatoire initial. New York balaie la série en trois matchs.

## Déroulement de la série

### Calendrier des rencontres
| Match | Date       | Visiteur            | Hôte                | Score              |
| ----- | ---------- | ------------------- | ------------------- | ------------------ |
| 1     | 13 octobre | Red Sox de Boston   | Yankees de New York | 3 - 4 (10 manches) |
| 2     | 14 octobre | Red Sox de Boston   | Yankees de New York | 2 - 3              |
| 3     | 16 octobre | Yankees de New York | Red Sox de Boston   | 1 - 13             |
| 4     | 17 octobre | Yankees de New York | Red Sox de Boston   | 9 - 2              |
| 5     | 18 octobre | Yankees de New York | Red Sox de Boston   | 6 - 1              |

### Match 1
Mercredi 13 octobre 1999 au Yankee Stadium, New York, NY.
| Red Sox de Boston | 2 | 1 | 0 | 0 | 0 | 0 | 0 | 0 | 0 | 0 | 3 | 8  | 3 |
| Yankees de New York | 0 | 2 | 0 | 0 | 0 | 0 | 1 | 0 | 0 | 1 | 4 | 10 | 1 |
| Lanceurs partants : BOS : Kent Mercker NYY : Orlando Hernández Vic. : Mariano Rivera (1-0) Déf. : Rod Beck (0-1) HRs: NYY : Bernie Williams (1), Scott Brosius (1) |   |   |   |   |   |   |   |   |   |   |   |    |   |

### Match 2
Jeudi 14 octobre 1999 au Yankee Stadium, New York, NY.
| Red Sox de Boston | 0 | 0 | 0 | 0 | 2 | 0 | 0 | 0 | 0 | 2 | 10 | 0 |
| Yankees de New York | 0 | 0 | 0 | 1 | 0 | 0 | 2 | 0 | X | 3 | 7  | 0 |
| Lanceurs partants : BOS : Ramón Martínez NYY : David Cone Vic. : David Cone (1-0) Déf. : Ramón Martínez (0-1) Sauv. : Mariano Rivera (1) HRs : BOS : Nomar Garciaparra (1) NYY : Tino Martinez (1) |   |   |   |   |   |   |   |   |   |   |    |   |

### Match 3
Samedi 16 octobre 1999 au Fenway Park, Boston, Massachusetts.
| Yankees de New York | 0 | 0 | 0 | 0 | 0 | 0 | 0 | 1 | 0 | 1  | 3  | 3 |
| Red Sox de Boston | 2 | 2 | 2 | 0 | 2 | 1 | 4 | 0 | X | 13 | 21 | 1 |
| Lanceurs partants : NYY : Roger Clemens BOS : Pedro Martínez Vic. : Pedro Martínez (1-0) Déf. : Roger Clemens (0-1) HRs : NYY : Scott Brosius (2) BOS : Nomar Garciaparra (2), John Valentin (1), Brian Daubach (1) |   |   |   |   |   |   |   |   |   |    |    |   |

### Match 4
Dimanche 17 octobre 1999 au Fenway Park, Boston, Massachusetts.
| Yankees de New York | 0 | 1 | 0 | 2 | 0 | 0 | 0 | 0 | 6 | 0 | 0  | 0 |
| Red Sox de Boston | 0 | 1 | 1 | 0 | 0 | 0 | 0 | 0 | 0 | 2 | 10 | 4 |
| Lanceurs partants : NYY : Andy Pettitte BOS : Bret Saberhagen Vic. : Andy Pettitte (1-0) Déf. : Bret Saberhagen (0-1) Sauv. : Mariano Rivera (2) HRs : NYY : Ricky Ledee (1), Darryl Strawberry (1) |   |   |   |   |   |   |   |   |   |   |    |   |

### Match 5
Lundi 18 octobre 1999 au Fenway Park, Boston, Massachusetts.
| Yankees de New York | 2 | 0 | 0 | 0 | 0 | 0 | 2 | 0 | 2 | 6 | 11 | 1 |
| Red Sox de Boston | 0 | 0 | 0 | 0 | 0 | 0 | 0 | 1 | 0 | 1 | 5  | 2 |
| Lanceurs partants : NYY : Orlando Hernández BOS : Kent Mercker Vic. : Orlando Hernández (1-0) Déf. : Kent Mercker (0-1) Sauv. : Ramiro Mendoza (1) HRs : NYY : Jorge Posada (1), Derek Jeter (1) BOS : Jason Varitek (1) |   |   |   |   |   |   |   |   |   |   |    |   |

## Joueur par excellence
La lanceur droitier Orlando Hernández, des Yankees de New York, est élu joueur par excellence de la Série de championnat 1999 de la Ligue américaine de baseball.  Il remporte une victoire contre aucune défaite dans la série contre Boston, avec une moyenne de points mérités de 1,80 et 13 retraits sur des prises en 15 manches lancées. Il n'accorde au total que trois points mérités aux Red Sox. Après un début de premier match chancelant où il donne trois points dans les deux premières manches, il garde son équipe dans la partie et quitte après huit manches sur une égalité de 3-3, avant que les Yankees remportent la victoire en prolongation. Dans le cinquième et dernier affrontement de la série, il retire neuf adversaires sur des prises et reçoit la décision gagnante.
Le demi-frère d'Orlando Hernández, Liván Hernández avait deux ans plus tôt été choisi meilleur joueur de la Série de championnat 1997 de la Ligue nationale avec les Marlins de la Floride.